# Paolo Cavanenghi
Paolo Cavanenghi (Carezzano, 17 agosto 1932 – Modena, 9 giugno 2003) è stato un generale italiano.

## Biografia
Ufficiale dell'Arma di cavalleria dell'Esercito italiano, di cui ha comandato vari reparti. Comanda dal 1973 al 1975 il Reggimento "Nizza Cavalleria".
Nel 1980 diviene addetto militare all'ambasciata d'Italia in Portogallo.
Nel 1983 è chiamato come vicecapo di gabinetto del ministro della Difesa Giovanni Spadolini.
Promosso generale di divisione, diviene Comandante dell'Accademia militare di Modena dal 27 novembre 1987 al 5 novembre 1990, quando diviene vicecomandante della Regione militare della Sicilia.
Promosso generale di corpo d'armata, nel 1991 è nominato comandante della 
Regione militare della Sicilia e dal luglio 1992 assume contemporaneamente anche quello di primo comandante dell'Operazione Vespri siciliani. 
Reggerà i due incarichi fino al settembre 1993  , quando passerà a guidare la Direzione generale della Motorizzazione e dei combustibili del ministero della difesa fino al 1995.